# Kanton Villamblard
Kanton Villamblard (francouzsky Canton de Villamblard) je francouzský kanton v departementu Dordogne v regionu Akvitánie. Tvoří ho 17 obcí.

## Obce kantonu
- Beauregard-et-Bassac
- Beleymas
- Campsegret
- Clermont-de-Beauregard
- Douville
- Église-Neuve-d'Issac
- Issac
- Laveyssière
- Maurens
- Montagnac-la-Crempse
- Saint-Georges-de-Montclard
- Saint-Hilaire-d'Estissac
- Saint-Jean-d'Estissac
- Saint-Jean-d'Eyraud
- Saint-Julien-de-Crempse
- Saint-Martin-des-Combes
- Villamblard